# Яворівський кар'єр
Я́ворівський кар'є́р — найбільше в Україні за глибиною (до 70 м) та об'ємом води (понад 200 млн м³) штучне озеро. Розташоване неподалік Яворова Львівської області. Створене за проєктом Львівського інституту «Гідрохімпром». Постало на місці колишнього кар'єру («Яворівська Сірка») із видобування сірки. Заповнення кар'єру водою відбувалось в 2002–2006 роках. За різними оцінками, формування берегової лінії водойми (за рахунок природних процесів) триватиме від трьох до п'яти років. 
У перспективі це озеро може стати місцем відпочинку для мешканців не тільки сусідніх із Львівською областей, а й ряду прикордонних міст Польщі. Озеро розташоване на відстані, яку за годину можна подолати, їдучи зі Львова, Ярослава, Перемишля. За півгодини можна дістатися до озера з міст Немирів, Краковець, Жовква, Городок, за п'ять хвилин із Яворова і Новояворівська.

## Історія
На території кар'єру існувало кілька населених пунктів, зокрема, с. Вільшаниця, яке разом із мешканцями навколишніх хуторів (Тараньки, Зозулі, Шоти, Баджеги, Велика та Мала Толоки, Гноєнець, Загрушка) під час розробки сірчаного кар'єру переселили переважно у селище Шкло. Багато вільшаничан стали також новими жителями міст Новояворівськ та Яворів.
У середині 1990-их років Яворівське родовище сірки майже виробило свої запаси. Тому постало питання про ліквідації наслідків видобування сірки. Силами колективу львівського інституту «Гірхімпром» було розроблено проєкт ліквідації та рекультивації кар'єру, а на його місці запропоновано утворити штучне озеро. 24 лютого 2003 Кабмін прийняв схвалений експертами проєкт, а невдовзі почали надходити кошти. А ще через деякий час води річки Шкло було спрямовано у кар'єр. 
Заповнення кар'єру тривало трохи більше трьох років. На початку грудня 2006 озеро було повністю заповнено.

## Опис
Під час сильних вітрів на водоймі можуть підніматись хвилі заввишки до 1,5 м, що, безумовно, необхідно враховувати перед виходом на воду на плавальних засобах. Також хвилі розмивають ґрунти в береговій смузі, що приводить до значного помутніння води («побіління води»). 
На берегах водойми має бути створено 5 зон відпочинку, назви яких відповідають найближчим селам: Залужжя (затока Якша, завдовжки 800 м та завширшки 100 м; затока має добрі умови, аби бути гаванню для яхт та катерів), Цетуля (великий гідропарк), Вільшаниця (міжнародний рекреаційний об'єкт санаторного типу), Ліс, та Окілки (літні туристичні бази). Передбачається, що на берегах водойми одночасно зможе відпочивати 30 тисяч чоловік. 
Загалом концепція освоєння берегової смуги Яворівського озера не обмежена. Окрім вже згаданого, тут можливі заняття веслувальним і парусним спортом, катання на човнах, полювання за спецдозволами та ліцензіями для регулювання чисельності диких тварин, лікувальні послуги на базі сірководневих вод, екскурсії до священної криниці та церкви за найближчим селом Окілками, а також до орнітологічного заказнику,  в якому є рідкісні види птахів. 
Оскільки водойма створена на базі сірчаного кар'єру, причому відкриті поклади самородної сірки не були ізольовані перед заповненням водою, у воду потрапляють сполуки сірки. В різних джерелах можна знайти різні думки з цього приводу — від «лікувальних властивостей» сірководню та «допомоги сірководню забезпечувати чистоту води» до тверджень, що сірководень вб'є все живе і перетворить водойму на «мертве море без водоростей і живності». 
Наразі сірководнева зона розташована на глибині понад 25 м. 
Для спостережень за процесом формування озера та нового ландшафту, впливу озера на навколишнє середовище та попередження негативних явищ уже створено центр екологічного моніторингу, до якого входять гідрометеостанція, лабораторії нагляду за повітрям і водою, геодезичні служби контролю за деформацією берегової смуги. Оскільки вода з водойми річкою Шкло потрапляє у Віслу, за станом води у водосховищі спостерігають і польські науковці.

## Живлення
Озеро наповнюється водами річки Шкло з притоками Терешка, Великий і Малий Гноєнець, Руський, Якша.

## Рельєф дна
Максимальна глибина приблизно 70 м (в деяких джерелах вказується до 100 метрів), є мілини з підводною і надводною рослинністю, затоплені пагорби, багато затоплених кущів та дерев. У прибережній зоні велика кількість озерної рослинності.

## Риболовля
В озері водяться щука, плітка, краснопірка, верховодка, карась, сом, сазан(короп), окунь, судак, товстолобик, лин (на мілинах і в заростях тростини). Наразі виглядає так, що це водойма загального користування — діють стандартні правила любительського рибальства. Рибалити найкраще з човна.

## Спорт
Активно розвиваються водні види спорту, щороку з'являється щораз більше любителів таких видів спорту як віндсерфінг та кайтсерфінг.